# Tove Hansen
Tove Hansen (15. oktober 1948 i Glostrup - 30. december 1989 i Greve) var en dansk landsholdspiller i håndbold som i perioden 1972-1973 spillede 29 landskampe och scorrede 33 mål. Hun spillede klubhåndbold i Glostrup IC. Som spydkaster i GIC kastede hum 39,86 i 1974.